# Недвижимая лестница
Недвижи́мая лестница (ивр. סולם הסטטוס קוו‎, араб. السُّلَّم الثَّابِت‎) — деревянная лестница, приставленная к правому окну второго яруса фасада Храма Гроба Господня в Старом городе в Иерусалиме. Лестница опирается на карниз и приставлена к окну, находящемуся во владении Армянской апостольской церкви. Лестница является одним из символов межконфессиональных разногласий в христианстве. Нахождение лестницы на своём месте означает соблюдение соглашения между шестью христианскими конфессиями, владеющими храмом, — не двигать, не ремонтировать и не изменять ничего в храме без согласия всех шести конфессий.

## История
Появление недвижимой лестницы на фасаде храма Гроба Господня связано с конфликтом между христианскими конфессиями за право контроля над святынями Храма Господня и разделением храма между шестью христианскими конфессиями. Различными частями храма сейчас владеют Католическая церковь, Иерусалимская православная церковь, Армянская апостольская церковь, Сирийская православная церковь, Эфиопская православная церковь и Коптская православная церковь.

### Предыстория
Борьба за контроль над христианскими святынями Иерусалима велась со времён событий, описанных в Новом Завете.
С XVI века межконфессиональные конфликты между христианами за право контролировать святыни приобретают всё более ожесточённые формы. В этих конфликтах участвовали практически все христианские конфессии, но особенно враждовали католики и православные греки — самые многочисленные, богатые и влиятельные общины.
В период нахождения Иерусалима под властью египетских мамлюков (XIV—XV века) францисканцы, благодаря европейским монархам, которые оказывали им финансовую и политическую поддержку, сумели закрепить за собой статус «хранителей храма Гроба Господня», а также некоторых других святых мест. Православные греки, пытаясь оспаривать предоставленные францисканцам права, в качестве главного аргумента в свою пользу предъявляли якобы полученный ими в VII веке от халифа Омара указ о передаче им всех прав на христианские святыни. Католики, в свою очередь, оспаривали подлинность этого документа, называли его более поздней подделкой и обращали внимание, что в VII веке христианство ещё было единым и поэтому указ халифа, даже если он подлинный, распространялся на все христианские конфессии. Католики также ссылались на свою преемственность от крестоносцев и обвиняли православных в неучастии в Крестовых походах.
Христиане не ограничивались руганью и письменными доносами друг на друга, которые православные и католики направляли в Константинополь. Часто было достаточно малейшего повода, чтобы между монахами вспыхивала кровопролитная драка. Нередко такие драки приводили к гибели людей и наносили большой материальный ущерб храму. Часто вмешательство турецких стражников и самого паши спасали не только жизни монахов, но и сам храм от разрушения.
Конфликты в храме Гроба Господня случались постоянно. Османское правительство издавало указы, регулирующие отношения между христианскими конфессиями — такие указы были изданы в 1604, 1637, 1673, 1757 и 1852 годах.
В 1719 году францисканцы одержали дипломатическую победу, — специальным фирманом султана им было дано разрешение самостоятельно, без участия других христианских конфессий, осуществить реставрационные работы в храме Гроба Господня.

### Султанский фирман 1757 года и «Статус-кво»
В 1757 году францисканцы стали сооружать перед Кувуклией свой алтарь, богато украшенный дарами, полученными из различных европейских стран. На Пасху 1757 года в храм ворвалась толпа греков, подстрекаемых православными монахами, с целью воспрепятствовать строительству алтаря. Францисканцы забаррикадировались в своих кельях. Греческие иерархи направили в Константинополь доклад об этом инциденте, обвиняя католиков в «скрытой враждебности» властям Османской империи.
Султан Осман III, желая предотвратить волнения среди православного населения империи, специальным фирманом ограничил права католиков на святыни в Святой земле и передал во владение Греческой церкви храм Рождества в Вифлееме, гробницу Пресвятой Девы Марии и закрепил за обеими конфессиями равные права в храме Гроба Господня. Некоторые источники утверждают, что принятие фирмана 1757 года лоббировал великий визирь Коджа Мехмед Рагып-паша, который якобы получил от греков крупную взятку. Французский посол граф де Верженн, который пытался опротестовать принятое решение, получил от Рагыпа-паши ответ: «Эти места принадлежат султану, и он отдаёт их кому захочет; возможно, они и находились всегда в руках франков, но сегодня Его Величество желает, чтобы они принадлежали грекам».
Фирман 1757 года послужил первой документальной основой для установления своеобразных правил раздела христианских святынь между несколькими христианскими конфессиями. Разделение прав, которое было закреплено фирманом 1757 года и повторно подтверждено фирманом в 1852 году, получило название «Статус-кво Святой земли». В настоящее время это единственные документы, на основании которых управляются и функционируют главные христианские храмы. Положения «Статус-кво Святой земли» неукоснительно соблюдались и соблюдаются всеми властями, в чьей юрисдикции в разное время находились и находятся эти территории — британскими властями подмандатной Палестины, Иордании, Израиля.
Впервые Недвижимая лестница упоминается в 1757 году в фирмане султана Абдул-Хамида I и позднее в 1852 году в эдикте султана Абдул-Меджида I.

### Время и причина нахождения лестницы на фасаде
Точная дата появления лестницы на фасаде храма неизвестна. Возможно, самым старым изображением лестницы является гравюра монаха-францисканца Эльзеара Хорна[de], которую Кустодия Святой Земли датирует 1728 годом. Также лестница изображена на гравюре Эдварда Файндена, опубликованной в 1834 году. Позже этой даты лестница изображена на многочисленных гравюрах, литографиях и фотографиях.
Сама лестница принадлежит Армянской апостольской церкви, так как именно армяне имеют право использовать карниз, выходя на него через свое окно во время религиозных праздников. Однако израильский писатель Амос Элон в своей книге утверждает, что лестница принадлежит греческой православной церкви и должна оставаться на своем месте из-за неукоснительного соблюдения «Статус-кво». На этой же версии нахождения лестницы на фасаде настаивает Христианский информационный центр Иерусалима — «Короткая лестница является частью фасада храма Гроба Господня из-за Статус-кво».
Сейчас лестница является своеобразным знаком, — взглянув на фасад и увидев лестницу, можно понять, что «Статус-кво» соблюдается. Нахождение лестницы на своём месте означает соблюдение соглашения между шестью христианскими конфессиями, владеющими храмом, — не двигать, не ремонтировать и не изменять ничего в храме без согласия всех шести конфессий. Во время своего паломничества в Святую Землю в 1964 году римский папа Павел VI назвал лестницу «видимым символом раскола в христианстве» и «видимым символом соблюдения „Статус-кво“».

## Назначение лестницы до «Статус-кво»
Существует несколько версий, для каких целей первоначально использовалась лестница.
Существует предположение, что монахи армянской церкви использовали карниз и лестницу, чтобы на верёвке поднимать воду и провизию. Это делалось, чтобы не покидать храм и не платить пошлины за вход, которую взимали османские власти. Слева при входе в храм располагался диван, на котором находились турецкие стражники. Пошлина за вход в храм — так называемый каффар — составляла до 500 пиастров. Чтобы попасть в помещения за окнами второго яруса, необходимо пройти через территорию, принадлежащую греческой церкви, — а это также могло быть иногда невозможным. Карниз был для монахов местом, где можно было подышать свежим воздухом, так как некоторые монахи, чтобы не платить туркам за вход, месяцами, а то и годами не выходили из храма.
По другой версии, монахи использовали карниз, чтобы выращивать зелень и овощи. На гравюре Чарльза В. Вильсона изображены горшки с растениями, расположенные на карнизе рядом с Недвижимой лестницей. О том, что монахи выращивали зелень на карнизах, упоминают и некоторые источники.
Существует версия, что лестница использовалась, чтобы попадать на карниз во время религиозных праздников, когда множество верующих собиралось во дворе храма. Так, в резюме Статус-кво, которое предназначалось для использования британской полиции в подмандатной Палестине, сказано:
Над входом [в храм Гроба Господня] расположен классический карниз, характерный для зданий в византийском стиле. На него можно попасть из окна Армянской часовни Святого Иоанна, и эта община может пользоваться этой возможностью во время праздничных церемоний, которые имеют место во внутреннем дворе. Карниз, который расположен выше [видимо, имеется в виду площадка над окнами второго яруса], используется для этих же случаев [греческой] православной церковью.

## Комментарии
1. ↑  Эти безобразные сцены описаны многими паломниками, в том числе и иноком Парфением, побывавшим в Иерусалиме в 1845 году. Он рассказывает о самом настоящем побоище в часовне Голгофы, возникшем из-за того, что католики во время богослужения пытались заменить на престоле греческую пелену на свою собственную. Греки «принесли с кухни много дров, и пошла на Голгофе драка и война. Греки били дровами, а франки свечами, а после и они принесли дров. Турки было бросились разнимать, но и у них ружья поотнимали; и они бросились спасать Божий гроб и Воскресенский храм… Мы же не знали — куда бежать, от страха оцепенели»
2. ↑  В обмен на это Порта выторговала у европейцев освобождение 150 турецких пленных, захваченных в предыдущих войнах
3. ↑  По султанскому фирману 1757 года, за католиками и православными были закреплены равные права на Храм Гроба Господня, при том, что во владении греческой православной церкви находились храм Рождества в Вифлееме и гробница Девы Марии в Гефсимании.
4. ↑  В феврале 1852 года султан издал очередной фирман касательно христианских святых мест, в котором фактически подтверждался их статус, существовавший с 1757 года. В то же время небольшие уступки были сделаны и католической церкви: в Вифлеемский храм была возвращена католическая серебряная звезда, а в Иерусалиме в торжественной обстановке католическому епископу были переданы ключи от храма Гроба Господня и храма Рождества.